# Pont-Farcy
Pont-Farcy (Ausspracheⓘ) ist eine Ortschaft und eine  Commune déléguée in der französischen Gemeinde Tessy-Bocage mit 544 Einwohnern (Stand: 1. Januar 2018) im Département Manche (bis 31. Dezember 2017: Département Calvados) in der Region Normandie. Die Ortschaft gehört seit 2018 zum Arrondissement Saint-Lô und zum Kanton Condé-sur-Vire (bis Ende 2017: Arrondissement und Kanton Vire). Die Einwohner werden als Farcy-Pontains bezeichnet.
Pont-Farcy wurde am 1. Januar 2018 nach Tessy-Bocage eingemeindet. Pont-Farcy gehörte bis dahin zum Département Calvados.

## Geografie
Pont-Farcy liegt rund 58 km westsüdwestlich von Caen, direkt an der Grenze zum Département Calvados. Die Vire durchfließt Pont-Farcy zentral. Die Autoroute A84 durchquert den Ort.

## Bevölkerungsentwicklung
| Jahr                              | 1793 | 1836 | 1876 | 1926 | 1946 | 1968 | 1990 | 2018 |
| Einwohner                         | 900  | 950  | 835  | 671  | 635  | 766  | 487  | 544  |
| Quellen: Cassini, EHESS und INSEE |      |      |      |      |      |      |      |      |

## Sehenswürdigkeiten
- Kirche Saint-Jean-Baptiste aus dem 17. Jahrhundert
- Kirche Saint-Aubin in Pleines-Œuvres

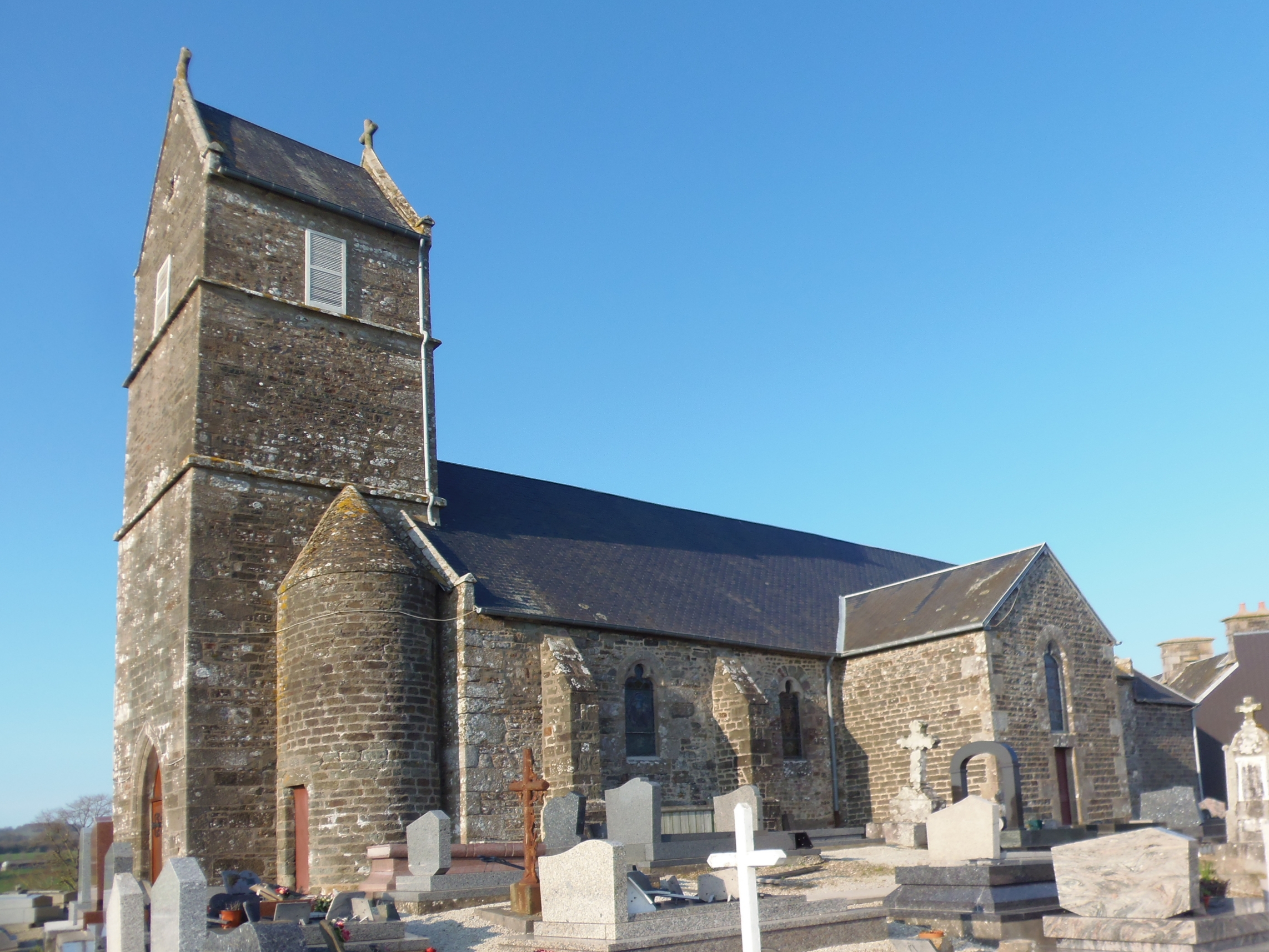
Kirche Saint-Aubin in Pleines-Œuvres